# Astral Projection
Astral Projection (у слободном преводу „астрална пројекција“) је електронски музички састав који изводи психоделични тренс и гоа тренс, пореклом из Израела. Њега тренутно чине Ави Нисим (Avi Nissim) и Лиор Перлмутер (Lior Perlmutter). Иако су већину својих албума издали преко сопствене издавачке куће,  (која се касније удружила са издавачком кућом ), такође су издавали албуме за друге издавачке куће попут . Баш као што је и њихова дискографија обимна, њихов распоред наступа по свету је веома густ.

## Историја
Претеча групе звала се SFX (скраћеница од sound effects). Основана је у Израелу 1989. године и састојала се од Авија Нисима и Лиора Перлмутера. Године 1991. издали су хит сингл Monster Mania који их је охрабрио да пораде на албуму. Радови на албуму су стали када су одлучили да се окушају у Њујорку. Док се Ави брзо вратио кући, Лиор је остао у САД и 1992. издао сингл JBIE. Године 1993, док је Лиор још увек био у Сједињеним Државама, Ави се удружио са Јанивом Хавивом (Yaniv Haviv) и Гајем Сабагом (Guy Sabbag) и они су издали сингл Another World. Рано током 1994. године, Лиор се вратио у Израел да ради на свом сопственом материјалу са остатком чланова, а све под окриљем њихове нове издавачке куће . После овог издања, Гај је одлучио да напусти групу и остали чланови су променили име групе у Astral Projection.
Издали су девет албума од којих је последњи Ten, који је издат 2004. године. Њихов нови албум Open Society ће бити издат 9. септембра 2009. године (како је наведено на њиховом Фејсбук профилу).
Astral Projection ствара звук који би се могао окарактерисати као high octane futuristic trance, комбинован са извесним „Old Skool Goa“ (психоделични звук „старе школе“) елементима. Њихов стил се одликује брзим темпом и иновативношћу. 
Неки од највећих хитова групе су песме Kabalah, People Can Fly, Mahadeva, Dancing Galaxy и Aurora Borealis.

## Турнеје/гостовања
Група Astral Projection је имала пуно гостовања широм света, па је више пута боравила и у Србији: Крушевац 2008., Нови Сад 2010., Крагујевац 2011., Београд 2012...